# Břetislav Novotný (houslista)
Břetislav Novotný (10. ledna 1924, Vsetín – 22. října 2019) byl český houslista, dirigent a hudební pedagog. V letech 1951–1954 působil jako primárius Pražského kvarteta, které spoluzaložil.

## Život
Na housle se začal učit hrát v deseti letech. Po dokončení střední školy se v roce 1943 vykonal zkoušky na Pražskou konzervatoř, avšak studium mu nebylo umožněno ze strany okupačních úřadů. Byl přidělen na práci jako dělník ve zbrojní továrně do rodného Vsetína. Teprve po skončení války v roce 1945 nastoupil ke studiu hry na housle u prof. Bedřicha Voldana na Pražské konzervatoři.
Ještě před školním absolutoriem vystoupil jako sólista ve Smetanově síni Obecního domu v Praze, kde zahrál Beethovenův houslový koncert se Symfonickým orchestrem hl. m. Prahy FOK pod vedením Václava Smetáčka.
V roce 1954 byl jmenován koncertním mistrem Symfonického orchestru FOK a tento post zastával až do roku 1961. V roce 1954 vystoupil opět ve Smetanově síni jako sólista v Beethovenově Houslovém koncertě se Symfonickým orchestrem hlavního města Prahy FOK pod taktovkou Ľudovíta Rajtera.
Současně s tím přešel rovněž roku 1954 na pozici druhého houslisty Pražského kvarteta, souboru existujícího od roku 1920, kde byl předtím již v letech 1951–1954 prvním houslistou. V roce 1955 se však uskupení rozdělilo a se souhlasem zakládajícího člena, violisty Ladislava Černého, vzniklo nové těleso (Kvarteto města Prahy), kde byl Novotný prvním houslistou až do roku 2001. S tímto kvartetem získal řadu ocenění, mj. Mezinárodní cenu kritiků za nahrávku smyčcových kvartetů Antonína Dvořáka v roce 1978 pro Supraphon. V lednu 1969 během dvou koncertů v pražském Rudolfinu zahrál jako celek kompletní soubor sonát a partit Johana Sebastiana Bacha, které téhož roku nahrál pro Supraphon.
V letech 1988–2007 působil jako dirigent Jihočeské komorní filharmonie České Budějovice. Byl také pedagogem HAMU.